# Fontenla (Miñortos)
Fontenla es una aldea situada en la parroquia de Miñortos en el municipio de Porto do Son, provincia de La Coruña, Galicia, España.
En 2022 tenía una población de 22 habitantes (10 hombres y 12 mujeres). Está situada a 76 metros sobre el nivel del mar a 10,1 km de la capital municipal. Las localidades más cercanas son Bouzas y Amoreira.